# Paragrêle
 (novembre 2021).

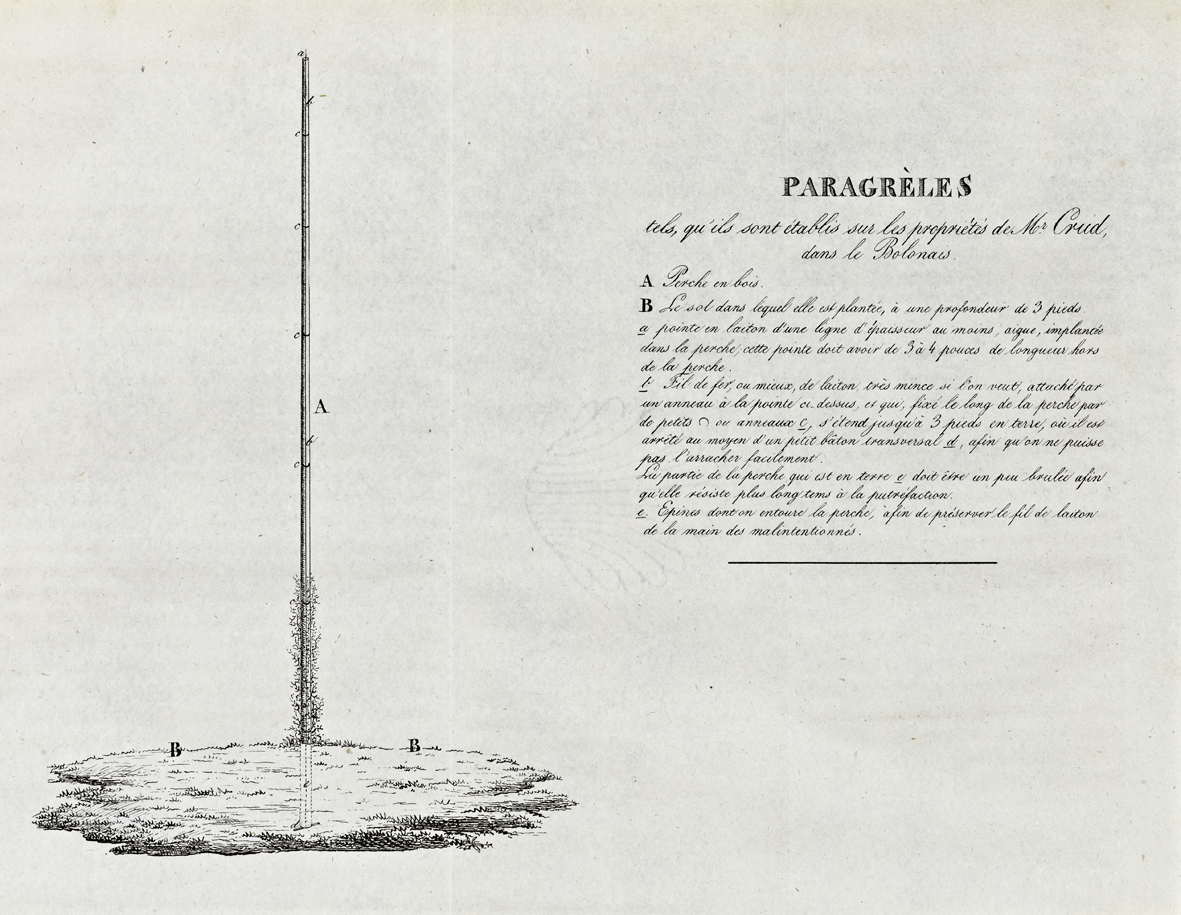
"Paragrêles tels qu'ils sont établis (...) dans le Bolonais", lithographie extraite de la "Feuille du canton de Vaud" XII, Lausanne 1825

Les paragrêles sont des équipements développés au début du XIXe siècle dans le but de se protéger de la grêle. Ainsi, le paragrêle électrique, tout comme sa forme moderne, le niagara, sans parler du canon anti-grêle, ont-ils été mis en œuvre, mais avec des succès très mitigés. Il est ici question des paragrêles électriques, le canon anti-grêle étant traité par ailleurs.

## Historique
De longue date, les humains ont cherché à se protéger de la foudre et de la grêle. Au Moyen Âge, notamment à Villars-les-Moines, les religieux conjurent la grêle au moyen d’un rituel liturgique (la) Contra grandinem et très généralement, sous l’Ancien Régime, on sonne les cloches à l’approche d’un orage. L’on estime aussi que les décharges d’artillerie dissipent les orages naissants.
Avec la découverte de l’électricité atmosphérique par Benjamin Franklin et sa mise en évidence en France en 1752 lors d’une célèbre expérience à Marly, l’on suspecte désormais cette force d’être responsable de bon nombre de manifestations naturelles. Non seulement la foudre, mais la pluie, la grêle, même les tremblements de terre et les éruptions volcaniques lui sont attribués, notamment par l’abbé Bertholon en 1787. Le physicien genevois Ami Argand propose en 1776 déjà  à l’Académie des sciences de Paris un rapport (perdu), intitulé Mémoire et observations sur la cause de la grêle attribuée à l’électricité.

## Le paragrêle électrique
Au début du XIXe siècle se manifeste à l’échelle internationale, aux États-Unis, en France, en Italie, en Allemagne et en Suisse romande un engouement pour les paragrêles électriques, qui sont en fait des paratonnerres disséminés sur le territoire que l’on veut protéger.
Concrètement, ces paragrêles se présentent comme des perches en bois longues de 10-15 m, équipées d’une pointe de laiton mise à terre par un fil métallique, voire, curieusement, par une corde en paille de froment ou de seigle, au centre de laquelle court un cordon de lin écru.
La notion est introduite en 1807 à la Société d’émulation du canton de Vaud par la lecture d’une lettre venant de Bâle et décrivant un « préservatif contre la grêle » essayé depuis peu en Allemagne. Puis, à la suite de rapports positifs venus d’Italie, plus exactement du Bolonais et d'Émilie-Romagne, le pasteur et professeur de zoologie à l’Académie de Lausanne Daniel-Alexandre Chavannes se fait le chantre enthousiaste de cette nouvelle technique et suscite un grand engouement au début des années 1820. Se constitue alors une Société des paragrêles qui mobilise les vignerons vaudois. Ceux-ci implantent des milliers de paragrêles tout au long de la rive du Léman entre Nyon et Montreux. A Genève, la Société des Arts est tentée de s’associer à l’expérience, mais est finalement retenue par une déclaration péremptoire du savant botaniste Augustin Pyrame de Candolle. En revanche, des projets similaires se développent autour de Besançon et surtout de Chambéry, sous l’influence notamment des écrits d’Alexandre-Ferdinand Lapostolle.
Très rapidement, les scientifiques comme Gaspard Monge se montrent sceptiques face aux prétendus succès de ces expériences, doutant que quelques perches armées, au ras du sol, puissent protéger d’une grêle formée à des hauteurs considérables et poussée par des vents violents. Si l’ Académie des sciences à Paris, section physique, conteste l’efficacité des paragrêles, la Société linnéenne de Paris, en revanche, fait partie de leurs fervents promoteurs. En règle générale, les paragrêles sont défendus plutôt par des amateurs enthousiastes, agronomes, inventeurs, pasteurs, professeurs, ou encore vignerons et agriculteurs. Ces controverses donnent lieu à des débats intéressants, sur lesquels se greffe le risque que pourraient faire courir les paragrêles aux édifices les plus élevés, en attirant littéralement sur eux la foudre. La question se pose de manière aiguë à l’occasion de l’incendie de la cathédrale de Lausanne en 1825.
Dans le canton de Vaud, la ferveur retombe très brusquement en 1826, à la suite de chutes de grêle dévastatrices tombées sur des territoires que l’on croyait protégés. Du coup, l’enthousiasme populaire se transforme en hargne : partout on arrache perches et fils métalliques, et ces matériaux sont vendus aux enchères.

## Niagaras électriques

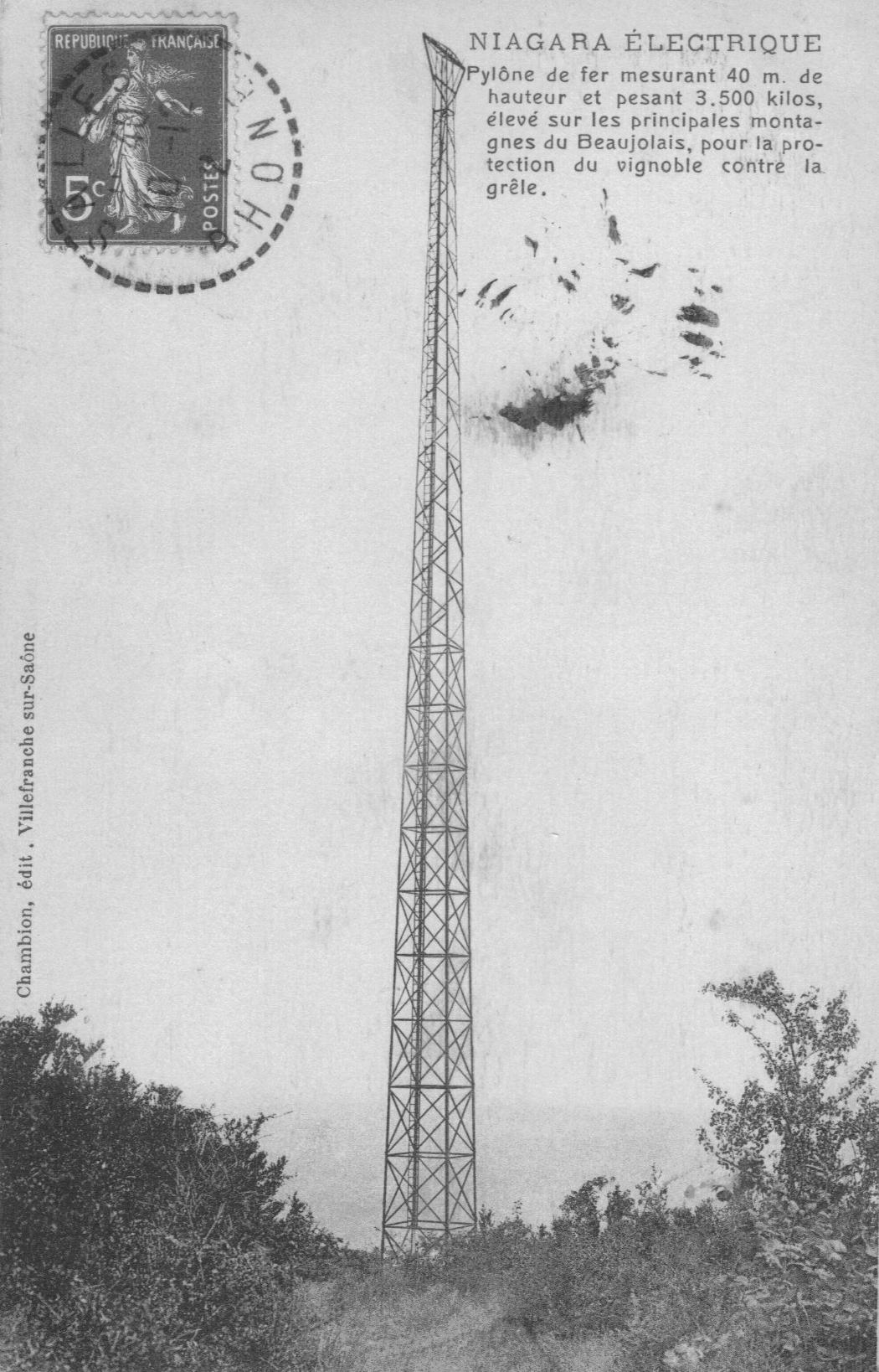
Monts du Beaujolais. "Niagara" électrique, dispositif anti-grêle vers 1910. Carte postale

En dépit des échecs évoqués ci-dessus, l’idée d’une influence électrique sur la grêle n’est pas morte. En France, vers 1900, deux propriétaires terriens dans la Vienne ont l’idée de construire des pylônes métalliques hauts de 40 m et pourvus eux aussi d’un équipement censé décharger l’électricité atmosphérique. Ces pylônes se multiplient dans les régions viticoles telles que le Beaujolais, le vignoble de Saint-Emilion, le Sauternais. Mais, là aussi, ces structures sont abandonnés avant 1920 au profit du canon anti-grêle.